# ROKS Cheonan (PCC-772)

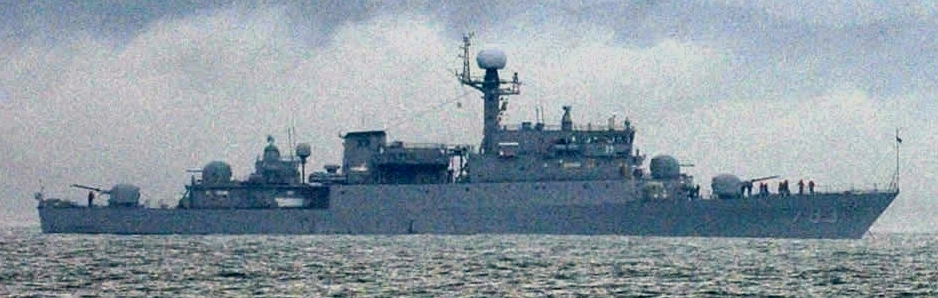
ROKS Cheonan (PCC-772)

ROKS Cheonan (PCC-772) var en sydkoreansk korvett i Pohang-klassen sjösatt 1989 och tillhörande sydkoreanska marinen (ROKN). Den 26 mars 2010 rapporterades det att fartyget torpederats och sjunkit efter att det brutits i två delar. Enligt uppgift var det en miniubåt av Yeono-klassen tillhörande den nordkoreanska marinen som sänkte fartyget nära Nordkoreas territorialgräns i Gula havet. 